# Kiyomi Niwata
Kiyomi Niwata (Japans: 庭田　清美, Niwata Kiyomi) (Ushiku, 10 december 1970) is een professioneel Japanse triatlete uit Chiba. Ze is tweevoudig Japans kampioene triatlon. Hij nam driemaal deel aan de Olympische Spelen, maar won hierbij geen medailles.
Niwata deed in 2000 mee aan de eerste triatlon op de Olympische Zomerspelen van Sydney. Ze behaalde een veertiende plaats in een tijd van 2:03.53,01. Vier jaar later behaalde ze op de Olympische Spelen van Athene eveneens een 14e plaats in een tijd van 2:07:42.70. Haar beste klassering behaalde ze op de Olympische Spelen van 2008 in Peking met een negende plaats in 2:00.51,85.

## Titels
- Japans kampioen triatlon - 2003, 2005

## Belangrijke prestaties

### triatlon
- 1996: 46e WK olympische afstand in Cleveland
- 1997: 28e WK olympische afstand in Perth - 2:04.55
- 1998: 35e WK olympische afstand in Lausanne - 2:16.50
- 1998: 5e ITU wereldbekerwedstrijd in Gamagori
- 1999: 31e WK olympische afstand in Montreal - 1:59.56
- 1999: 4e Aziatisch kampioenschap
- 2000: 14e WK olympische afstand in Australië
- 2000: 14e Olympische Spelen in Sydney - 2:07.42,79
- 2000:  Aziatisch kampioenschap
- 2002:  Triatlon van Hokkaido
- 2002:  Triatlon van Amakusa
- 2002:  Triatlon van Tokio
- 2002: 33e WK olympische afstand in Cancún - 2:08.51
- 2003: 42e WK olympische afstand Queenstown - 2:16.24
- 2004: 14e Olympische Spelen in Athene - 2:03.53,01
- 2004: 17e WK olympische afstand in Funchal - 1:55.27
- 2004:  ITU wereldbekerwedstrijd in Ishigaki
- 2005: 13e WK olympische afstand in Gamagori - 2:02.07
- 2007: 21e WK olympische afstand in Hamburg - 1:57.13
- 2008: 35e WK olympische afstand in Vancouver - 2:07.04
- 2008: 9e Olympische Spelen in Peking - 2:00.51,85
- 2009: 6e ITU wereldbekerwedstrijd in Tongyeong
- 2009: 25e ITU wereldbekerwedstrijd in Madrid
- 2009: 20e ITU wereldbekerwedstrijd in Washington D.C.
- 2009: 29e ITU wereldbekerwedstrijd in Londen
- 2009: 6e ITU wereldbekerwedstrijd in Yokohama
- 2009: 32e ITU wereldbekerwedstrijd in Gold Coast
- 2012: 41e WK olympische afstand - 1169p
- 2013: 77e WK olympische afstand - 203p